# Oedignatha bucculenta
Oedignatha bucculenta är en spindelart som beskrevs av Tamerlan Thorell 1897. Oedignatha bucculenta ingår i släktet Oedignatha och familjen flinkspindlar.
Artens utbredningsområde är Myanmar. Inga underarter finns listade i Catalogue of Life.